# Harald Ertl
Pour les articles homonymes, voir Ertl.
Harald Ertl, né le 31 août 1948 et mort le 7 avril 1982, est un journaliste de sports automobiles et pilote de course autrichien.

## Carrière
Ertl naît à Zell am See, en Autriche. Il est le camarade de classe de pilotes tels Jochen Rindt et Helmut Marko, il a donc eu très tôt la passion de l'automobile. 
En 1969, il achète une Formule 5, gagne six courses et pilote notamment au Nürburgring en Allemagne. Il est second au classement européen avec une Kaimann en 1970 et commence, en Formule 3 avec une March Engineering 703. 
En 1971, il change pour le touring, au volant d'une Alfa Romeo dans le Deutsche Rennsport Meisterschaft (le DRM championnat allemand de course automobile) et dans le Championnat d'Europe FIA des voitures de tourisme. 
De 1974 à 1976, Ertl court en Formule 2 et participe notamment à l'ADAC Eifelrennen. Fort de son expérience avec BMW, Schnitzer Motorsport développe une Toyota Celica Turbo pour Ertl en 1977. Au sommet de sa carrière, Ertl remporte le DRM en 1978 au volant d'une BMW 320i Turbo pour le compte de Schnitzer. En 1979 et 1980, il pilote avec succès pour Zakspeed, remportant de nombreuses courses sur leur Ford Capri Turbo. Zakspeed développe également une Lotus Europa pour les 1 000 kilomètres du Nürburgring. Harald Ertl ne participe à aucune compétitions en 1981 mais prévoit un retour en 1982 pour la coupe Renault 5 Turbo. 
À l'instar de Graham Hill, Ertl meurt dans un accident d'avion, à l'âge de 33 ans, alors qu'il voyage avec sa famille vers leur maison de vacances située à Sylt dans le nord de l'Allemagne. Sa femme Vera et son fils Sebastian survivent à leurs blessures. L'avion était un Beechcraft Bonanza, piloté par Jörg Becker-Hohensee, l'accident eut lieu en raison d'une panne de moteur. Il est inhumé au Cimetière Neckarau à Mannheim.

## Carrière en Formule 1
En 1975, son sponsor Warsteiner Brauerei lui permet de courir en Formule 1 avec une Hesketh. Pour ses débuts au Grand Prix d'Allemagne, il termine huitième, abandonne lors de la course suivante et se classe neuvième à Monza. Grâce à ses résultats jugés encourageants, une saison complète avec Hesketh est prévue pour 1976. 
Au Grand Prix d'Afrique du Sud, il se qualifie à la dernière place et finit quinzième. Il ne parvient pratiquement jamais à se qualifier pour les courses suivantes si ce n'est en fond de la grille. Deux semaines plus tard, lors du Grand Prix d'Allemagne, il est un des quatre pilotes à aider Niki Lauda à sortir de sa Ferrari, en flammes après un accident survenu au deuxième tour. Le reste de la saison, ses meilleurs résultats sont deux huitièmes places, à domicile et au Grand Prix du Japon. Ertl dispute encore quelques courses européennes pour Hesketh, arrivant neuvième au Grand Prix Belgique 1977, jusqu'au Grand Prix de France, où il ne parvient pas à se qualifier.
En 1978, Ertl signe avec Ensign pour quelques courses, avec des résultats encore moins probants, les voitures ne parvenant pas à terminer les courses ou même à se pré-qualifier, comme au Grand Prix d'Italie. Il obtient une nouvelle chance avec l'équipe allemande ATS mais ne parvient pas à se qualifier.
En 1980, ATS lui offre une nouvelle chance à l'occasion du Grand Prix d'Allemagne, avec le même résultat. Le Grand Prix d'Autriche 1978 est donc la dernière épreuve à laquelle il participa.

## Résultats en championnat du monde de Formule 1
| Saison | Écurie                                             | Châssis     | Moteur      | Pneus    | GP disputés | Points inscrits | Classement |
| ------ | -------------------------------------------------- | ----------- | ----------- | -------- | ----------- | --------------- | ---------- |
| 1975   | Warsteiner Brewery                                 | Hesketh 308 | Cosworth V8 | Goodyear | 3           | 0               | n.c.       |
| 1976   | Hesketh Racing Hesketh Racing with Rizla Penthouse | 308D        | Cosworth V8 | Goodyear | 11          | 0               | n.c.       |
| 1977   | Hesketh Racing Penthouse Rizla Racing              | 308E        | Cosworth V8 | Goodyear | 3           | 0               | n.c.       |
| 1978   | Sachs Racing ATS Racing Team                       | N177 HS1    | Cosworth V8 | Goodyear | 2           | 0               | n.c.       |
| 1980   | Team ATS                                           | D4          | Cosworth V8 | Goodyear | 0           | 0               | n.c.       |